# Гібралтарський фунт
Гібралта́рський фунт (англ. Gibraltar pound, ісп. libra gibraltareña) — номінальна грошова одиниця британської заморської території Гібралтар.  До 1971 року один фунт = 4 крони = 20 шилінгів = 240 пенсів, з 1971 року 1 фунт = 100 нових пенсів (з 1988 року - просто пенсів). Символ фунта: £ (збігається з фунтом стерлінгів Великої Британії). За валютним курсом Гібралтарський фунт дорівнює фунту стерлінгів.

## Історія

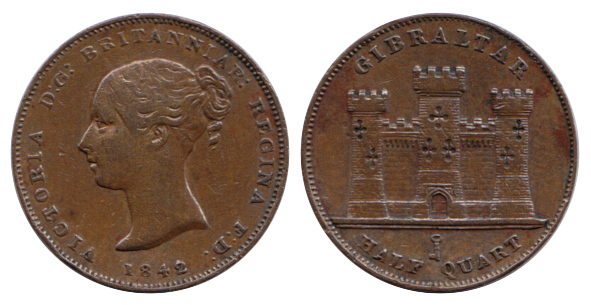
Монета 1/2 кварти, 1842, королева Вікторія

Спочатку у Гібралтарі використовувалися іспанські і британські грошові одиниці. У 1840 - 1841 роках розпочато карбування мідних монет для Гібралтару, в 1842 році вони випущені в обіг. Монети карбувалися згідно британської монетної стопи, але із зазначенням іспанських номіналів (кварти). У 1861 році карбування монет було припинено. Іспанські грошові знаки тривалий час зберігалися в обігу, а у 1889 – 1895 роках вони стали чинним платіжним засобом. Пізніше в Гібралтарі використовувались британські грошові одиниці.
У 1914 році випущено перші паперові грошові знаки, а в 1927 році розпочато випуск банкнот гібралтарських фунтів.
У 1967 році карбування монет відновлено, в 1967 – 1970 роках карбувалися тільки монети в 1 крону, в 1971, 1972 та 1977 роках - лише монети в 25 нових пенсів. З 1988 року карбуються монети для обігу, а також пам'ятні монети з дорогоцінних металів. Монети в кронах в обігу фактично не використовуються.
Законним платіжним засобом є банкноти і монети Гібралтару, а також монети Великої Британії. Банкноти Банку Англії, шотландських і північно-ірландських банків, які не є формально законними платіжними засобами, можуть бути прийняті в оплату товарів і послуг.
Так як Гібралтар є частиною Великої Британії, курс його валюти дорівнює курсу фунта стерлінгів.

## Монети
У 1988 році введені монети номіналом у 1, 2, 5, 10, 20 і 50 пенсів, а також 1 фунт. Монети відповідали розмірами, формою та вагою британським аналогам.
У 1999 році була введена монета номіналом у 2 фунти. Нова монета 5 фунтів була випущена в 2010 році з написом «Єлизавета II • Королева Гібралтару». Ця проблема викликала негативну реакцію в Іспанії, де титул короля Гібралтару історично належить короні Кастилії.
У 2004 році, вийшла серія монет присвячена 300-річчю Британського Гібралтару.

## Банкноти
З початком Першої світової війни, Гібралтар почав випускати банкноти. Ці банкноти були випущені відповідно до законодавства воєнного часу та надзвичайних ситуацій. Спочатку типографського набору фунти були підписані власноруч скарбником Грінвудом, пізніше почали використовувати штампи. Банкноти носили рельєфний штамп Англо-Єгипетського банку і циркулювали наряду з іншими банкнотами британських територій. У 1914 році банкноти були випущені номіналом 2 і 10 шилінгів, а також 1, 5 і 50 фунтів. Банкноти 2 шилінги та 50 фунтів не випускалися, коли була введена нова серія банкнот у 1927 році. Банкнота номіналом 10 шилінгів була замінена монетою 50 пенсів в процесі переходу на десяткову грошову систему у 1971 році. У 1975 році були введені банкноти номіналом 10 та 20 фунтів, а з 1896 року, у обігу було відновлено банкноту номіналом 50 фунтів. У 1988 році, вийшли з обігу банкноти 1 фунт, цей номінал залишивмя у обігу лише як монета.
У 1995 році була введена нова серія банкнот на якій вперше були слова «фунт стерлінгів», а не просто «фунт», як це було раніше.
Уряд Гібралтару ввів нову серію банкнот, починаючи з 10 та 50 фунтів стерлінгів, випущених 8 липня 2010 року. 11 травня 2011 року, були введені нові банкноти номіналом 5, 20 і 100 фунтів стерлінгів.

## Галерея

### Монети

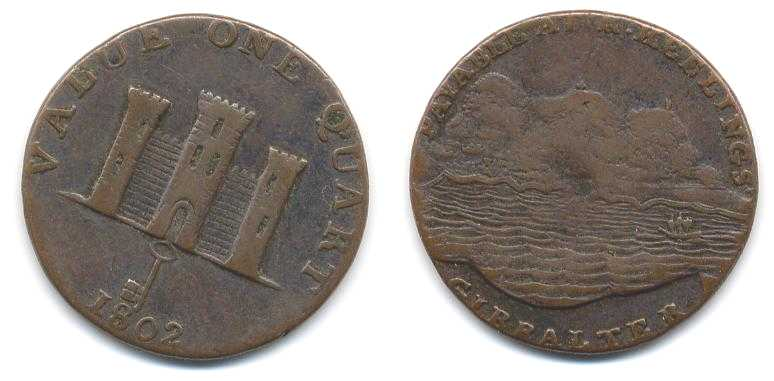
1 гібралтарський кварт, 1802 рік
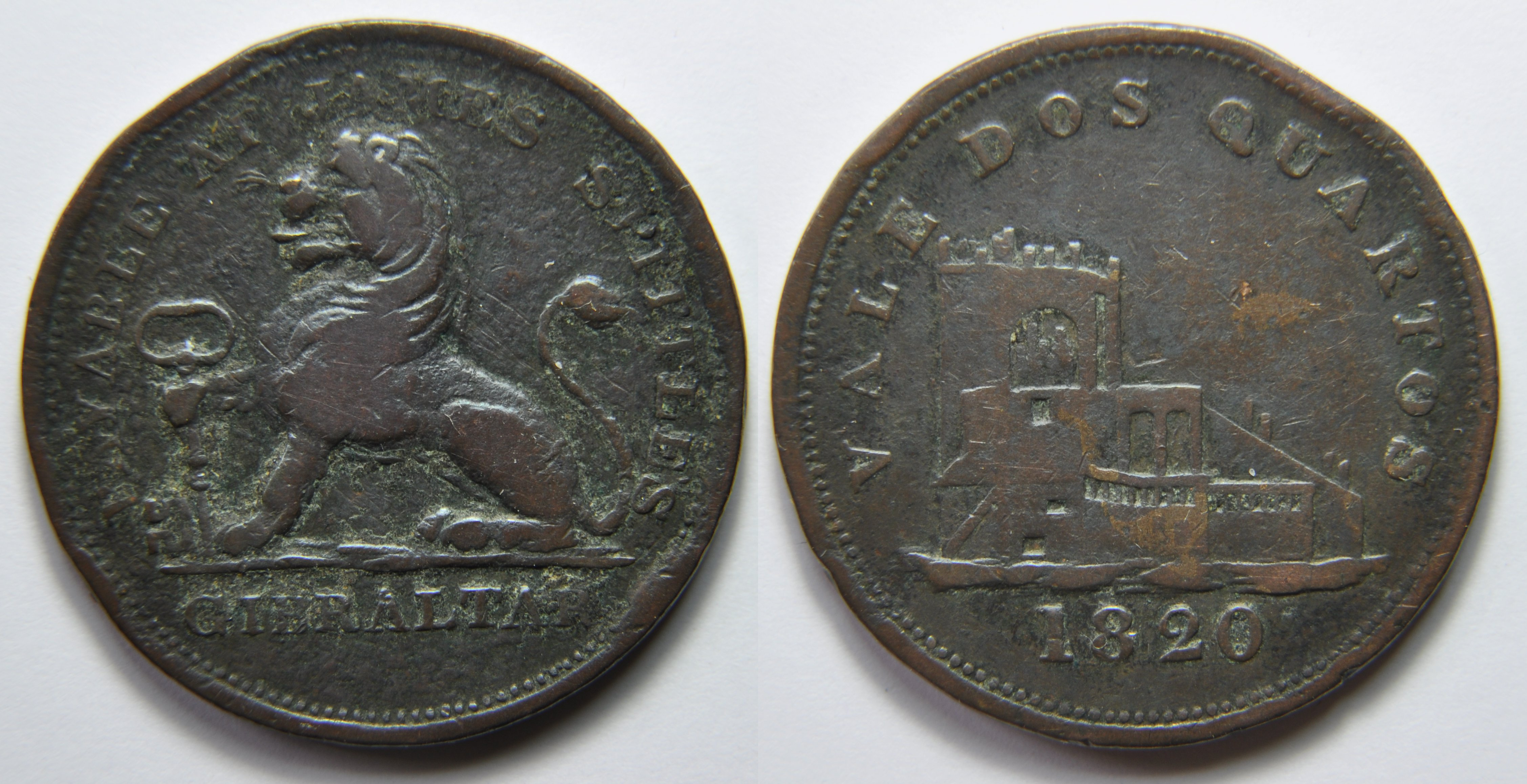
2 гібралтарські кварти, 1820 рік
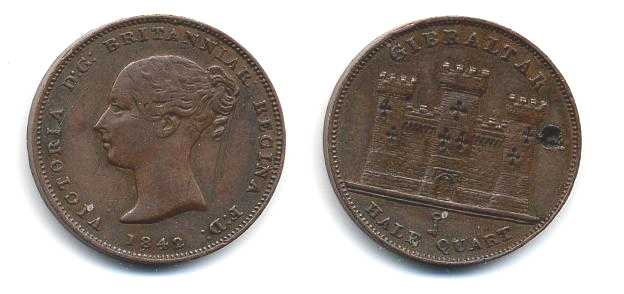
Половина кварта, 1842 рік

### Банкноти
Серія 2010-2011 рр. На аверсі усіх банкнот зображений портрет королеви Великої Британії — Єлизавети II, на реверсі — будівлі та сцени з історії Гібралтару.

## Валютний курс
Обмінний курс гібралтарського фунта зафіксований відносно британського фунта стерлінгів у співвідношенні 1:1.